# 슈퍼로봇대전α 외전
슈퍼로봇대전α 외전(슈퍼로봇대전 알파 외전, スーパーロボット大戦α外伝, Super Robot Wars Alpha Gaiden) 또는 간단히 알파 외전(Alpha Gaiden)은 2001년 일본에서 처음 출시된 플레이스테이션용 비디오 게임이다. 슈퍼로봇대전 알파에 이은 로봇대전 알파 시리즈의 첫 사이드스토리이다. 기동신세기 건담 X, 턴에이 건담 및 전투메카 자붕글의 캐릭터가 게임에 데뷔한다.

## 스토리
알파 사건 직후, 지구 연방은 적대자 에어로게이터와의 클라이맥스 전투에서 많은 사건을 은폐했지만, 태양계 절대 방어 전투에서 엑셀리온(건버스터)의 폭발로 인한 중력 충격파 빠르게 지구에 접근하고 있으며, 우주 식민지와 행성을 멸망시키겠다고 위협하고 있다. 지구의 유일한 희망은 충격파로부터 지구권을 보호할 수 있는 이지스 시스템이다.
불행하게도 영웅들은 지구가 파도에 의해 황폐화되는 또 다른 미래로 보내진다. 조상이라는 새로운 위협에 직면한 영웅들은 자신의 시대로 돌아갈 방법을 찾아 이 또 다른 디스토피아적인 미래가 일어나지 않도록 막아야 한다.